# Pousada do Convento do Carmo
A Pousada do Convento do Carmo situa-se no Centro Histórico de Salvador, no estado da Bahia, no Brasil.
Constitui-se no primeiro empreendimento das Pousadas de Portugal fora do país, tendo sido atribuída a classificação de Pousada Histórica.

## História do edifício
O Convento de Nossa Senhora do Carmo situa-se no alto da Ladeira do Carmo, no Pelourinho e começou a ser erguido em 1586 albergando Carmelitas durante centenas de anos.
Esta importante obra da arquitectura colonial foi palco, ao longo dos séculos, de importantes acontecimentos da história do Brasil. Como exemplo, no contexto das Invasões holandesas do Brasil, foi nas suas dependências que os neerlandeses assinaram, em 1625, a sua rendição a Portugal.
Em 1985 o centro histórico da cidade de Salvador foi classificado pela UNESCO como Património Mundial. Em 1991 realizaram-se importantes obras de restauro em toda região passando o Pelourinho a figurar no "Registro Histórico Nacional".
Inaugurada em 2005, a Pousada Convento do Carmo integra-se neste projecto de requalificação, tendo sido preservadas as suas características originais, após obras que duraram quatro anos e que corresponderam a um investimento de 7,4 milhões de euros.
O chamado "conjunto do Carmo" que engloba, para além do Convento propriamente dito, uma igreja, duas capelas e um museu com acervo de 1.500 peças, está inventariado (tombado) pelo Instituto do Patrimônio Histórico e Artístico Nacional (IPHAN).

## A pousada
O interior da Pousada é dominado pela sua arquitectura, mas também pelo mobiliário e obras de arte presentes em todo o espaço.
A recepção é uma experiência marcante para o visitante, pois é efectuada num antigo altar do século XVIII. Os 79 quartos decorados com obras de arte antigas, ficam no que eram as celas dos frades carmelitas. A cabine telefónica encontra-se no interior de um confessionário barroco. O espaço possui ainda dois claustros arborizados, um deles com piscina.
A sacristia da Igreja da Ordem Terceira do Carmo, do século XVIII, possui pinturas da época com detalhes a ouro e extensa talha barroca. O Museu tem reinauguração prevista para 2007.
O Convento do Carmo, foi eleito pelo júri da Revista Veja como o melhor hotel de charme do Brasil (empatado com "Ponta dos Ganchos") e pelo Guia 4 Rodas como "Melhor hotel em local histórico".